# Agonum viridicupreum
Agonum viridicupreum es una especie de escarabajo del género Agonum, familia Carabidae. Fue descrita científicamente por Goeze en 1777.
Esta especie se encuentra en países europeos excepto en Bielorrusia y Lituania. También se puede encontrar en países de Asia Central como Kazajistán y Uzbekistán. Además en Afganistán, Irak y Turquía.